# Achilles Moortgat
Achilles Moortgat (Sint-Gillis-bij-Dendermonde, 15 juni 1881 – Baasrode, 9 december 1957) was een Belgische beeldhouwer en schilder.

## Leven en werk
Moortgat was een zoon van de koopman Joannes Moortgat en Johanna De Beule. Hij studeerde aan de Sint-Lucasschool in Gent en ging vervolgens aan het werk in het atelier van zijn oom Aloïs De Beule. Hij vervolgde zijn studie aan de Koninklijke Academie voor Schone Kunsten van Antwerpen.
Vanaf 1911 leidde hij het atelier van Gerd Brüx in het Duitse Kleef. Bij het uitbreken van de Eerste Wereldoorlog liep Moortgat het risico als buitenlander geïnterneerd te worden, maar dat kon dankzij de deken van de Stiftskerk worden voorkomen. Moortgat vestigde zich als zelfstandig kunstenaar in Kleef. In 1936 was hij mede-oprichter van de Kleefse kunstenaarskring Profil. Hij sloot zich aan bij de Reichskulturkammer en bleef ook tijdens de Tweede Wereldoorlog in de stad. 
Nadat bij een luchtaanval in 1944 zijn huis en atelier werden vernietigd keerde Moortgat met zijn gezin terug naar Vlaanderen. Hij ging wonen in Baasrode, waar hij zich toelegde op het schilderen van landschappen. Zijn schilderwerk toont de invloeden van Constantin Meunier en George Minne.
Moortgat overleed op 76-jarige leeftijd en werd begraven in Sint-Gillis-bij-Dendermonde.

## Werken (selectie)
- Heilig Hartbeeld (Beek, Berg en Dal) (1928)
- Oorlogsmonument (1949), Sint-Gillis-bij-Dendermonde
- Sint-Vincentiusgroep, Baasrode

- Digitale Bibliotheek voor de Nederlandse Letteren: moor017
- Gemeinsame Normdatei: 119559986
- International Standard Name Identifier: 0000 0000 1240 4185
- Nederlandse Thesaurus van Auteursnamen: 120930595
- RKD-Nederlands Instituut voor Kunstgeschiedenis: 92431
- Virtual International Authority File: 59896946
- WorldCat: E39PBJymCQhtqcKcKgpQgyTbVC